# 閉殼龜屬
閉殼龜屬或稱亞洲箱龜屬（Asian box turtle），是亞洲的一屬盒龜屬，約有10-11個物種。鋸緣攝龜一般已被認為分類在此屬中，但仍有爭議應繼續分類在自己的鋸緣攝龜屬中。牠們分佈在印度的阿薩姆邦，經東南亞及中國中部至南部，東北至日本，東南至印尼的華萊士區邊界及菲律賓。

## 特徵
閉殼龜屬的龜殼呈低至高的拱形，一般有三道脊棱。牠們呈紅色、黃色、褐色、灰色及黑色。一些物種的脊棱有鮮黃色、橙色或白色的斑紋。牠們的身體顏色很多樣化，但都是很強色。大部份物種的頭部兩邊都有斑紋，直到鼻子相接。

## 行為
閉殼龜屬有陸生的、半水生的或主要水生的，大部份都會在充滿植被的淺水沼澤、河流或水池徘徊。牠們大部份都是雜食性的，但也有肉食性的。

## 下属物种
本属包括以下物种：
- 馬來閉殼龜 Cuora amboinensis 
  - 西印尼盒龜 Cuora amboinensis couro
  - 東南亞盒龜 Cuora amboinensis kamaroma
  - 緬甸盒龜 Cuora amboinensis lineata
- 金頭閉殼龜 Cuora aurocapitata
- Cuora chiangmuanensis [1]
- 麗圓閉殼龜 Cuora cyclornata Blanck, Mccord & Le Minh, 2006，越南三线闭壳龟
  - Cuora Cuora cyclornata
  - Cuora Cuora meieri
- 黃緣閉殼龜 Cuora flavomarginata 
  - 琉球黃緣閉殼龜 Cuora flavomarginata evelynae
  - 臺灣黃緣閉殼龜 Cuora flavomarginata flavomarginata
  - 中國黃緣閉殼龜 Cuora flavomarginata sinensis
- 黃額閉殼龜 Cuora galbinifrons 
  - 黑腹黃額閉殼龜 Cuora galbinifrons galbinifrons
  - 布氏黃額閉殼龜 Cuora galbinifrons bourreti
  - 圖畫黃額閉殼龜 Cuora galbinifrons picturata
- 百色閉殼龜 Cuora mccordi Ernst, 1988
- 潘氏閉殼龜 Cuora pani Song, 1984
- 安布闭壳龟 Cuora praschagi [2]
- 三線閉殼龜 Cuora trifasciata (Bell, 1825)，基异名：Sternothaerus trifasciatus Bell, 1825
- 雲南閉殼龜 Cuora yunnanensis  (Boulenger, 1906)，基异名：Cyclemys yunnanensis Boulenger, 1906
- 周氏閉殼龜 Cuora zhoui Zhao, Zhou & Ye, 1990

瓊崖閉殼龜（C. serrata）最初被認為是黃額閉殼龜的亞種，後來被提升為物種層級，但其實是鋸緣攝龜及黃額閉殼龜的混種。在野外曾發現了一個瓊崖閉殼龜的標本，估計有其他自然混種或群落的存在。在中國的龜養殖場沒有出產像瓊崖閉殼龜的標本，野外混種的出現是一種演化過程。不過瓊崖閉殼龜未知是否源自鋸緣攝龜及黃額閉殼龜的直接混種，或是自己的原位雜交。
其他閉殼龜屬的混種也存在，包括與艾氏擬水龜的混種、三線閉殼龜與黃喉擬水龜的混種等。

## 飼養
從野外捕捉的馬來閉殼龜是寵物市場的常客，但牠們的數量卻變得稀少。大部份物種因需要半水生的環境，這對於飼養是一個難題。對於初學者來說，飼養牠們是一個困難。幼龜可以很快就成長為成龜，一些甚至長大到難以處理的體型。在沒有《瀕危野生動植物種國際貿易公約》的許可下，飼養牠們是非法的。牠們的飼養繁殖也有一定困難，包括照顧要求及容易造成混種等。

## 保育狀況
- 除被列入附录Ⅰ的所有种均被列為《瀕危野生動植物種國際貿易公約》附錄二的物種，被限制出口及貿易。金头闭壳龟（Cuora aurocapitata）、黄缘闭壳龟（Cuora flavomarginata）、黄额闭壳龟（Cuora galbinifrons）、百色闭壳龟（Cuora mccordi）、锯缘闭壳龟（Cuora mouhotii）、潘氏闭壳龟（Cuora pani）、三线闭壳龟（Cuora trifasciata）、云南闭壳龟（Cuora yunnanensis）和周氏闭壳龟（Cuora zhoui）的野生标本商业目的零限额。
- 中国国家二级保护动物

## 外部連結
- Turtle Puddle: Cuora care （页面存档备份，存于）